# بين فيليبس
بين فيليبس (30 سبتمبر 1974 في المملكة المتحدة - ) (بالإنجليزية: Ben Phillips)‏ هو لاعب كريكت بريطاني. لعب مع Kent County Cricket Club ‏ ونادي مقاطعة نورثامبتونشير للكريكت ‏ ونادي مقاطعة نوتنغهامشير للكريكت ‏ ونادي مقاطعة سومرست للكريكت ‏.

## وصلات خارجية
- بين فيليبس على موقع إي آس بي آن كريك إنفو (الإنجليزية)